# Courchelettes
Courchelettes település Franciaországban, Nord megyében. Lakosainak száma 2868 fő (2022. január 1.). Courchelettes Lambres-lez-Douai, Férin és Corbehem községekkel határos.

## Népesség
A település népességének változása:
| Lakosok száma | 2701 | 2804 | 2830 | 2809 | 2813 | 2842 | 2912 | 2881 | 2868 |
|               | 2013 | 2015 | 2016 | 2017 | 2018 | 2019 | 2020 | 2021 | 2022 |